# MACHO
Els MACHO (de l'anglès Massive Astrophysical Compact Halo Object, objecte astrofisic massiu d'halo compacte), és la denominació que reben tots els cossos amb aquestes característiques que formen part de la massa de l'halo galàctic, i que contribueixen de forma important a la massa total d'aquest. Entre aquests cossos, s'hi poden comptar nanes marrons, planetes i altres objectes compactes com forats negres.
Els MACHO formen part de l'anomenada matèria fosca i, per tant, no es poden observar per mètodes convencionals. Tot i que alguns emeten en algunes franges de l'espectre electromagnètic, aquesta s'atenua amb la distància. Per a la seva detecció s'utilitzen mètodes gravitacionals descrits per la teoria de la relativitat. Un exemple són les lents d'Einstein, per les quals una font emissora de darrere amplifica la seva intensitat quan un objecte massiu es col·loca entre ella i l'observador. Tot i així, aquest efecte és molt poc visible per la curta durada del trànsit i la baixa probabilitat que un MACHO s'interposi en el camí de la llum.